# On My Mind (пісня Коді Сімпсона)
«On My Mind» (укр. На мій погляд) — пісня австралійського співака Коді Сімпсона. Пісня була написана Насрі, Джулі Фрост, Фрейзером Смітом і Майком Кареном. Вона дуже схожа на пісню 1986 року «Your Love» гурту The Outfield. Пісню було видано в iTunes 23 травня 2011 року.

## Виступи
Сімпсон виконав «On My Mind» на телеканалі CBS в ранковому шоу The Early Show 4 червня 2011 року. У 2012 році Сімпсон виконував «On My Mind» під час виступу в рамках концертного туру Джастіна Бібера Believe Tour.

## Музичне відео
Кліп на синг «On My Mind» було видано 17 червня 2011 року. Відео було зрежисовано Тревісом Копачем за участі танцівниці/актриси Гейлі Болдвін. В основі сюжету кліпа лежать те, що Сімпсон знаходить фото дівчини (Гейлі) в торговому центрі і шукає її там. Ближче до кінця в торговому центрі відтворюється відео, де Сімпсон просить дівчину зустрітися з ним біля театру. В останній сцені дівчина приходить до театру, фотографує Сімпона, вони беруть один одного за руки та йдуть до театру, а на підлозі лежать поруч дві їхні фотографії.

## Трек-лист
Цифрове завантаження
1. «On My Mind» — 3:11
2. «On My Mind» (мікс Карстена Дельгадо і Мені Майлса) — 3:26
3. «On My Mind» (офіційна караоке-версія) — 3:09

## Чарти
27 серпня 2011, в кінці тижня, сингл «On My Mind» дебютував на 39 місці на в чарті США Pop Songs chart.

### Позиції в чартах
| Чарт (2011)                | Найвища позиція |
| -------------------------- | --------------- |
| Автралія (ARIA Charts)     | 51              |
| США (Pop Songs (Billboard) | 39              |